# Макаров Олег Олександрович
Олег Олександрович Макаров (нар. 26 липня 1929, Рубцовськ, Алтайський край, РРФСР — пом. 8 листопада 1995, Київ, Україна) — радянський футболіст, колишній воротар київського «Динамо».
Заслужений майстер спорту СРСР (1961), заслужений тренер УРСР (1965). Виступав за збірну СРСР. Учасник відбіркового турніру чемпіонату світу 1958 року.

## Біографія

### Початок кар'єри
Почав грати у 1944 році в юнацькій команді «Локомотив» (Куйбишев). У шістнадцятирічному віці прийшов грати в юнацьку одеську команду «Харчовик».

### Динамо Київ
Став легендою київського Динамо. Грав за клуб в 1948—1963 роках. 1961 року наприкінці кар'єри став футболістом року України. У 205 матчах пропустив 253 голи.

### Національна збірна
Був учасником відбіркового турніру чемпіонату світу 1958 року. У 1957 році зіграв матч за збірну СРСР. Пропустив 1 м'яч.

### Тренерська діяльність
Заслужений тренер УРСР (1965), тренував Динамо-2, вінницький Локомотив та Авангард з міста Тернопіль.

### Смерть

Могила Олега Макарова

Помер 8 листопада 1995 року. Похований в Києві на Байковому кладовищі (ділянка № 49а).

## Нагороди та звання
- Чемпіон СРСР 1961[2]
- Другий призер чемпіонатів СРСР 1952, 1960
- Володар Кубка СРСР 1954
- Бронза Спартакіади народів СРСР: 1956
- Чемпіон СРСР серед дублерів:1949
- Нагороджений орденом «Знак Пошани» (1957)
- Найкращий український футболіст: 1961